# گورکپور
گورَکپور یک منطقهٔ مسکونی در هند است که در اوتار پرادش واقع شده‌است. گورکپور ۶۷۳٬۴۴۶ نفر جمعیت دارد و ۸۴ متر بالاتر از سطح دریا واقع شده‌است.